# 狛坂磨崖仏
座標: 北緯34度57分32秒 東経136度00分39秒 / 北緯34.95889度 東経136.01083度

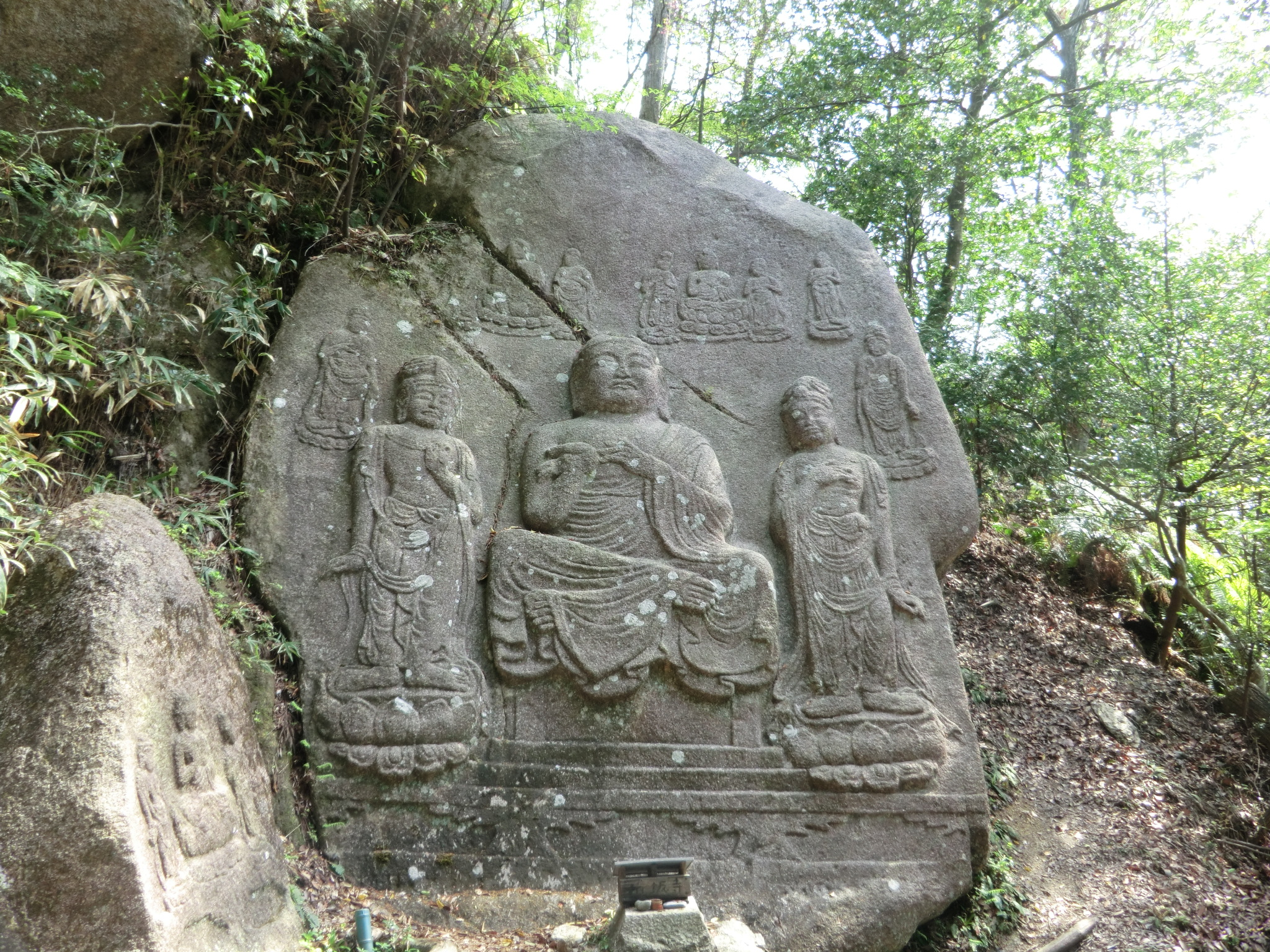
狛坂磨崖仏

狛坂磨崖仏（こまさかまがいぶつ）は、滋賀県栗東市荒張地先にある石仏である。1944年6月26日、国史跡に指定された。
磨崖仏は花崗岩に彫られており、その花崗岩の高さ6.3m、幅4.5m、厚さ0.7-0.8m（右側）。土の斜面に立てかけたように岩がある。中央の如来像の高さは2.2mで、左右の菩薩像は高さ2.4m程度。
制作時期は不明で、複数の説がある。8世紀後半（奈良時代）に新羅系渡来人が彫ったとの定説、7世紀末から8世紀初め（白鳳期）の説、平安から鎌倉時代の説などがあり、文化庁ホームページの解説では藤原時代（平安時代中期・後期）末期とされている。
作風は7世紀後半以降の統一新羅の磨崖仏と共通するものがある。

## 解説
文化庁はこの石仏について、次のように解説している。